# Big Bang (grup)
Big Bang (hangul: 빅뱅, significat: Gran explosió), comunament estilitzat com BigBang, és una banda musical sud-coreana formada per G-Dragon, TOP, Taeyang, Seungri i Daesung, sota el segell discogràfic YG Entertainment. [1] Van debutar el 19 d'agost de 2006 al el concert de l'10è aniversari de YG Family, encara que el seu primer senzill, Big Bang, no es va publicar fins al 28 d'agost. [2] el grup va debutar al Japó el 4 de gener de 2008 amb el mini àlbum For the World.